# Mount Poland
Mount Poland är ett berg i Kanada.   Det ligger i provinsen British Columbia, i den centrala delen av landet, 3 100 km väster om huvudstaden Ottawa. Toppen på Mount Poland är 2 524 meter över havet.
Terrängen runt Mount Poland är huvudsakligen bergig, men norrut är den kuperad. Trakten runt Mount Poland är nära nog obefolkad, med mindre än två invånare per kvadratkilometer.. Det finns inga samhällen i närheten. 
I omgivningarna runt Mount Poland växer i huvudsak barrskog.